# ミヤカミヒラアジ
ミヤカミヒラアジ（学名：Alepes kleinii）はアジ科に属し熱帯の海に生息する小型の魚類である。西はパキスタン、東はオーストラリアや日本までを含むインド太平洋の沿岸域に生息し、しばしば岩礁やサンゴ礁などでみられる。本種の分類をめぐる過程は複雑であり、最近まで本種がマブタシマアジ属に分類されることには異論があったが、分子系統学の研究によってその分類の正当性が立証された。同属他種と非常に良く似るが、独特な歯の形状により他種と区別することができる。ミヤカミヒラアジは肉食魚であり、様々な種の甲殻類、エビなどを捕食する。本種の繁殖と発生についてはインドにおいて集中的に研究が行われ、本種が1月から9月までの期間内に一度産卵を行うことが分かっている。本種は熱帯域で行われる漁業においてよく捕獲され、干物、あるいは鮮魚として販売される。

## 分類
ミヤカミヒラアジはスズキ目のアジ科、マブタシマアジ属(Alepes)に属する。
マブタシマアジ属の他の多くの種と同様、本種の分類をめぐる歴史は複雑である。本種は7度も異なった学名で記載され、そのうち3つの学名は記載時とは異なった属に移されている。本種が初めて記載されたのは、1793年、ドイツの博物学者マルクス・エリエゼル・ブロッホによってであった。この時の学名はScomber kleiniiであり、サバ科のサバ属(Scomber)に分類されていた。これは後にアジ科のギンガメアジ属(Caranx)に、最終的には1839年にスウェインソンによって作られた新属、マブタシマアジ属(Alepes)に移された。このために現在有効な学名は、Alepes kleiniiとなっている。1833年にはジョルジュ・キュヴィエが本種を3つの異なった学名に分けて記載している。そのうち2つはマブタシマアジ属に移され、Alepes para、そしてAlepes kallaという後行シノニムとなっている。このキュヴィエによる試みののちも、本種はピーター・ブリーカーをはじめとした3人によってそれぞれ異なった学名により記載されており、1942年には本種をめぐる多数のシノニムを整理して、本種の亜種を作るべきだと提唱する論文も発表されている。本種のタイプ標本はインドのマラバール海岸の沖で採集されたものである。
本種、そしてその多くのシノニムはマブタシマアジ属に属しているが、本種の歯の特徴のために、その分類の正当性は論争の的となっていた。例えば、本種の歯は円錐形をしており、マブタシマアジ属の他種にみられる櫛状の歯とは差異が大きいことから、本種は単型の新属を作ってそこに分類するのがよいとする論文がある。この問題は、最終的に分子系統学の研究によって解決された。つまり、本種と同属のクロボシヒラアジ(A. djedaba)を比較した研究において、両種は非常に近縁で、両種を別属として分類することには正当性が無いことが示されたのである。

## 形態

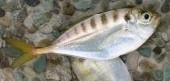
ミヤカミヒラアジは体の上部に縞をもつ

ミヤカミヒラアジの体型は他のマブタシマアジ属の種と似ており、強く側偏した楕円形の体をもつ。体型は上下非対称で背側よりも腹側の方が突き出ているほか、尾鰭も上下非対称形である。頭部は吻に向かって先細りしており、大きな眼にはよく発達した脂瞼（透明な瞼状の部分）がある。歯の形状は本種を特徴づけ、同属他種と区別する形質のひとつである。上顎の前方には大きさの異なる鋭い円錐形の歯で構成される二本の歯列があるが、後方では丸みを帯びた歯が列間の隙間をつくらずに並んでいる。 下顎についても同様、前方では短い円錐形の歯によって成っていた二本の歯列が、後方にいくにつれてより丸みを帯びた歯からなるひとつの歯列となっていく。背鰭は二つに分離しており、第一背鰭は8本の棘条をもち、第二背鰭は1本の棘条とそれに続く23本から26本の軟条をもつ。臀鰭（尻びれ）は前方に分離した2本の棘条と、後方にある1本の棘条とそれに続く19本から22本の軟条から成っている。尾鰭の上部は下部よりも大きく、腹鰭は他のアジ科魚類と比較してきわめて小さい。側線は体の前方で大きく湾曲し、側線の直線部と曲線部の境界は背鰭はの4番目から6番目の軟条の位置である。側線の直線部には32枚から46枚の鱗と最大でも2枚の稜鱗（アジ亜科に特有の鱗）があり、曲線部には32枚から46枚の稜鱗と、最大でも2枚の鱗がある。本種の椎骨数は24で、鰓篩数は38から44である。本種は他のアジ科魚類と比べてきわめて小型の種であり、記録されている最大体長は尾叉長で16cmである。
本種が生きているうちは、背部は青色を帯びた灰色から緑色を帯びた灰色であり、腹部はより明るい銀色を帯びた体色である。暗い垂直の縞が体側の側線より上部に現れることがあり、鰓蓋上部には大きな黒い斑がある。本種の黒斑は鰓蓋上部から側線の始点まで広がっているが、同属種のクロボシヒラアジの黒斑は鰓蓋上部のみにとどまっておりこの点でも区別が可能である。各鰭は青白色や透明であるが、尾鰭のみは黄色から黒ずんだ色をしており、尾鰭上部は下部に比べてより明るく、暗い色でわずかに縁取られる。

## 分布
ミヤカミヒラアジは、東インド洋から西太平洋の熱帯域に広く分布するが、他のマブタシマアジ属魚類と比べると分布域はやや狭い。本種は西は紅海でも見つかっているが、パキスタンの西部の海域ではあまりみられない。インドやスリランカ、東南アジアの沿岸ではよくみられ、生息域はインドネシア、フィリピン、台湾、北は日本、南はオーストラリア北部まで広がっている。本種はCaranx kallaとして地中海でも記録があり、紅海からスエズ運河を通り生息域を伸ばしていると考えられる。
日本においては、1963年には三重県尾鷲市の魚市場において得られた個体、1991年には沖縄本島で採集された個体の報告がある。しかし前者は日本海域で漁獲されたものとは確認できず、後者は標本が行方不明となったため、確かな記録はなかった。現在では、2007年に宮崎県の日向灘から採集された個体に基づく確かな報告がなされ、日本近海での生息が確認されている。
本種は沿岸海域の、岩礁やサンゴ礁などに生息する。

## 生態

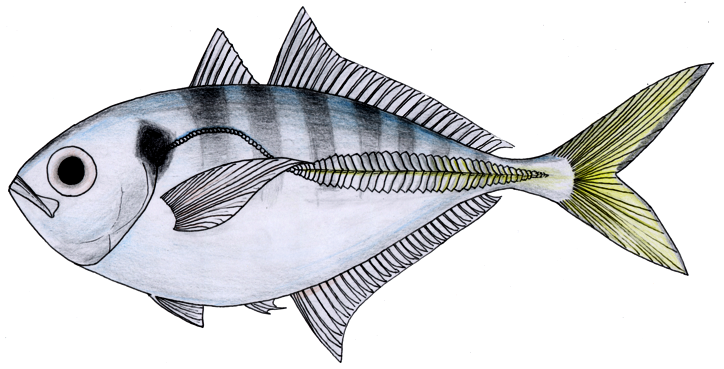
ミヤカミヒラアジのイラスト

ミヤカミヒラアジは肉食魚である。いくつかの地域では一年のうちに本種の食生活が変化することが報告されている。1988年のインド近海で行われた研究では、1年のうち2月から3月までの間は捕食活動が活発になるが、それ以外の期間ではそれほど活発に捕食は行わないことがわかった。本種は主にカイアシ類をはじめとした小型の甲殻類や、小魚、幼魚などを捕食し、端脚類や魚卵なども捕食することがある。
本種の繁殖、産卵はインド近海のみで研究が進んでいる。インドでは本種は1月から9月までの期間内に一度産卵を行い、特に2月と、6月から8月が産卵活動のピークである。卵は透明な球形で直径は0.58mmから0.61mmほどであり、海中を漂う。孵化直後の仔魚は体長1.13mmほどである。仔魚の発生過程については詳しい研究がなされている。本種の繁殖力は、個体の全長と体重と相関関係があることがわかっている。本種の成長についてもインドのマンガロール近海において研究がなされている。孵化した個体は1年で体長83mmから84mmにまで成長し、2年目で体長131mm、3年目で体長143mmほどに成長する。収集されたデータに基づいてつくった成長曲線によって、十分長い寿命を持つと仮定したときの最大体長は17.1cmほどと推定された。オスは体長128.5mmほど、メスは体長126.5mmほどで性的成熟に達する。

## 人間との関係
本種は様々な種類の漁業によって漁獲されるが、漁獲量についてのデータはない。商業的価値は高くないものの、鮮魚として、あるいは干物として販売されることがある。